# Chinook (vento)
Il vento di chinook è un vento di föhn, quindi caldo e secco, osservabile nell'entroterra del "West" dell'America del Nord, dove terminano le praterie canadesi e le grandi pianure statunitensi e iniziano le Montagne Rocciose. Questo vento prende nome dal territorio degli indiani Chinook (il basso corso del fiume Columbia), che si trova, per coloro che gli diedero il nome, nella direzione da cui il vento proviene. Lo stesso termine è infatti utilizzato per indicare, su parte della costa della Columbia Britannica e nell'area dello stretto di Puget, un vento caldo e umido da sudovest, che in realtà è quello stesso vento che si ritrova poi, "asciugato" dal suo contenuto di umidità attraversando i vari crinali montuosi, più a oriente.

## Caratteristiche
Il chinook è un autentico vento mangia-neve, capace di far sparire in una giornata oltre 30 cm di neve. La neve in parte fonde, in parte evapora a causa dell'aria molto secca. Inoltre, fiumi e laghi ghiacciati possono veder ridurre lo spessore del ghiaccio di 2,5 cm in un'ora. Quando il chinook è particolarmente caldo e intenso, la neve scompare con rapidità quasi incredibile. Il 25 febbraio 1986 a Lethbridge un manto nevoso di circa 100 cm sparì in sole 8 ore, sotto l'impeto di un chinook che raggiunse i 166 km/h nelle raffiche.
Il chinook, in inverno, fa crescere la temperatura non di rado da -20 °C a +10°/+20 °C in poche ore. Quando l'episodio di chinook termina, in genere le temperature precipitano altrettanto rapidamente ai valori precedenti l'insorgere del vento.
Nel romanzo The Torrents of Spring (Torrenti di primavera), pubblicato nel 1926 dal noto scrittore statunitense Ernest Hemingway, si trovano in più punti accenni poetici al fenomeno: «Yogi Johnson guardava fuori dalla finestra. Tra poco sarebbe stata l'ora di chiudere la fabbrica di pompe per la notte. Aprì pian piano la finestra, appena uno spiraglio. Appena uno spiraglio, ma bastò. Fuori, nel cortile, la neve aveva cominciato a fondere. Spirava un venticello caldo. Uno scirocchino, come lo chiamavano i colleghi della fabbrica di pompe».